# Piotr Szawurin
Piotr Iwanowicz Szawurin (ros. Пётр Иванович Шавурин, ur. 23 kwietnia 1918 w Jekaterynosławiu, zm. 9 października 2002 w Dniepropetrowsku) – radziecki lotnik wojskowy, pułkownik, Bohater Związku Radzieckiego (1943).

## Życiorys
Urodził się w rosyjskiej rodzinie robotniczej. Skończył 7 klas i szkołę uniwersytetu fabryczno-zawodowego, pracował jako ślusarz, ukończył aeroklub i został w nim instruktorem. Od 1938 służył w Armii Czerwonej, w 1940 ukończył wojskową lotniczą szkołę pilotów w Batajsku, od czerwca 1941 uczestniczył w wojnie z Niemcami, dowodził eskadrą, później pułkiem. Wykonał 350 lotów szturmowych i stoczył sto walk powietrznych, w których strącił 17 samolotów wroga. 14 lutego 1943 jako zastępca dowódcy eskadry 910 pułku lotnictwa myśliwskiego specjalnego przeznaczenia 101 dywizji lotnictwa myśliwskiego woronesko-borisoglebskiego rejonu obrony przeciwlotniczej w stopniu starszego porucznika otrzymał tytuł Bohatera Związku Radzieckiego. Po wojnie nadal służył w siłach powietrznych, uzyskał tytuł lotnika wojskowego I klasy, ukończył Akademię Wojskowo-Powietrzną Czerwonego Sztandaru, w 1974 został zwolniony do rezerwy w stopniu pułkownika.

## Odznaczenia
- Złota Gwiazda Bohatera Związku Radzieckiego (14 lutego 1943)
- Order Lenina (dwukrotnie)
- Order Wojny Ojczyźnianej I klasy
- Order Czerwonej Gwiazdy

I medale.